# A Series of Unfortunate Events
A Series of Unfortunate Events són una sèrie de 13 novel·les fantàstiques escrites per Lemony Snicket (Daniel Handler).

## Llibres de la sèrie
1. The Bad Beginning (1999).
2. The Reptile Room (1999).
3. The Wide Window (2000).
4. The Miserable Mill (2000).
5. The Austere Academy (2000).
6. The Ersatz Elevator (2001).
7. The Vile Village (2001).
8. The Hostile Hospital (2001).
9. The Carnivorous Carnival (2002).
10. The Slippery Slope (2003).
11. The Grim Grotto (2004).
12. The Penultimate Peril (2005).
13. The End (2006).

## Adaptacions cinematogràfiques
- Un seguit de desgràcies catastròfiques de Lemony Snicket es va estrenar el desembre de 2004, produïda per Paramount Pictures i DreamWorks. Va ser un gran èxit a nivell mundial. El coproductor de la cinta és el fillastre de Lemony Snicket, Robert Gordon.

## Adaptacions televisives
- A Series of Unfortunate Events (sèrie) és una sèrie de televisió estatunidenca de Netflix, basada en les novel·les infantils que es va estrenar el 13 de gener del 2017.[1]